# Zoreane, Bar
Zoreane (în ucraineană Зоряне) este un sat în comuna Luka-Barska din raionul Bar, regiunea Vinnița, Ucraina.

## Demografie
Componența lingvistică a localității Zoreane
     Ucraineană (100%)
Conform recensământului din 2001, toată populația localității Zoreane era vorbitoare de ucraineană (100%).